# Полибрен
Полибрен (гексадиметрина бромид) — катионный полимер, используемый для повышения эффективности заражения ретровирусами эукариотических клеток в клеточной культуре. Полибрен нейтрализует заряды отталкивания между  вирионами и сиаловой кислотой на поверхности клетки.. Так же используется при секвенировании белков.